# Maszkura és a tücsökraj
A Maszkura és a tücsökraj egy 2007 óta működő, egyedi hangzásvilágú magyar zenekar. 2018-ban az Duna televízión futó A Dal című eurovíziós dalválasztó műsorban Nagybetűs szavak című dalukkal szerepeltek.

## Diszkográfia

### Nagylemezek
| Év   | Cím                  | Kiadó       | Mahasz Top 40 |
| ---- | -------------------- | ----------- | ------------- |
| 2009 | Szégyentelen         | CLS Music   | 9             |
| 2010 | Kérlek, így szeress! | CLS Music   | 13            |
| 2012 | Sztárzseni           | DDK Records | –             |
| 2013 | Lady Maga!           | DDK Records | –             |
| 2015 | Tedd ki!             | Gold Record | –             |

### EP-k
| Év   | Cím       | Kiadó     | Mahasz Top 40 |
| ---- | --------- | --------- | ------------- |
| 2012 | Pesti Nők | CLS Music | 22            |